# Kruger 60

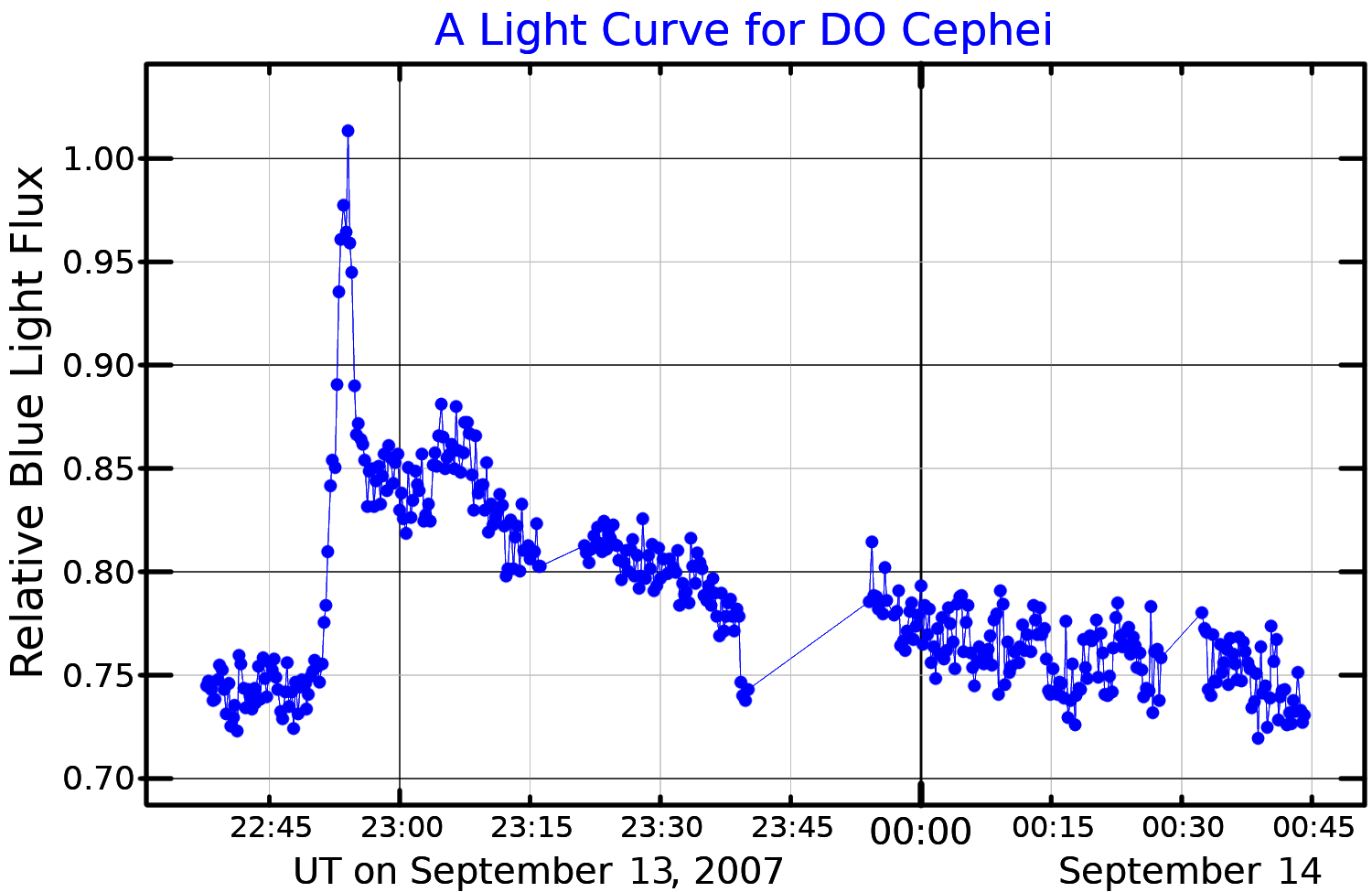
Curva de luz de Kruger 60.

Kruger 60 é um sistema de estrela binária composto das estrelas A e B, ambas estrelas anãs vermelhas. Estas estrelas orbitam uma em redor da outra a cada 44,6 anos. 
As duas estrelas formam o conjunto DO Cephei, e estão distantes do Sistema Solar 13,1 anos-luz.
Em média, as duas estrelas estão separadas por 9,5 UAs, mais ou menos a distância entre o planeta Saturno e o Sol. Suas órbitas excêntricas fazem sua distância varia entre 5,5 UAs no periastro, até 13,5 UAs no apoastro.